# Penisola di Banks
La penisola di Banks, di origine vulcanica, si trova in Nuova Zelanda, lungo la costa orientale dell'Isola del Sud.
Appartiene amministrativamente alla regione di Canterbury, è vasta circa 1200 km²) e si protrude per circa 50 km nell'oceano Pacifico; essa comprende due grandi porti e molte piccole baie e insenature.
La più grande città dell'Isola del Sud, Christchurch, si trova immediatamente a nord della penisola.

## Storia
Gli uomini dell'equipaggio del capitano James Cook furono i primi europei ad avvistare la penisola il 17 febbraio 1770, durante la sua prima spedizione nel Pacifico e la circumnavigazione della Nuova Zelanda. Cook descrisse la terra come «di forma circolare [...] di superficie irregolare molto frastagliata che [aveva] un'apparenza più di sterilità che di fertilità». 
Ingannato dalla sagoma di una elevazione di terreno dietro la penisola, Cook la scambiò per un'isola e la chiamò Banks island in onore del botanico della Endeavour, Joseph Banks. Distratto da un fantomatico avvistamento di terra più a sud-est, Cook ordinò poco dopo di modificare la rotta della Endeavour verso sud senza esplorare il capo più da vicino.
La Penisola di Banks rappresenta la formazione vulcanica più importante dell'Isola del Sud. Geologicamente comprende i resti erosi di due grandi vulcani a scudo compositi (Lyttelton formatosi per primo, e l'Akaroa in seguito), e il gruppo vulcanico più piccolo del Monte Herbert.